# Luna E-1A No.1
Luna E-1A No.1 ou Luna 1959A est une sonde spatiale du programme spatiale soviétique, le Programme Luna de l'Union des républiques socialistes soviétiques. La sonde, lancée du Cosmodrome de Baïkonour le 18 juin 1959, avait pour objectif de s'écraser ou plutôt, de rentrer en contact avec le sol lunaire, mais n'a pas atteint l'orbite terrestre à la suite d'une défaillance de son lanceur. La sonde Luna 2, lancée avec succès le 13 septembre 1959, est une parfaite copie de la sonde Luna E-1A No.1. La sonde fait partie de la série de sonde Ye-1A.

## Caractéristique

### Structure technique
Pour remplir cette mission d'Impacteur, les ingénieurs développent les sondes spatiales de la série Ye-1. Celles-ci reprennent la forme sphérique des premiers satellites Spoutnik avec un diamètre plus important (80 cm au lieu de 56 cm) et une masse de 390 kg (361,3 kg pour Luna 1). La coque extérieure est réalisée dans un alliage d'aluminium et de magnésium. Plusieurs antennes et capteurs d'instruments scientifiques sont fixés sur la surface de la sphère parfaitement polie. La sonde ne dispose d'aucun moyen de propulsion et est stabilisée par rotation avec une vitesse de 1 tour toutes les 14 minutes. L'intérieur de la sphère est rempli d'azote pressurisé à 1,3 bar ; un ventilateur brasse le gaz pour le maintenir à une température comprise entre 20 et 25 °C en exploitant la présence de sources de chaleur (l'électronique embarquée) et de froid (la face de la sonde située à l'ombre). L'énergie est fournie par des batteries zinc-argent. Un émetteur/récepteur radio transmet les télémesures et scientifiques en bande métrique avec un débit de 1 kilobit par seconde. La sonde dispose d'un émetteur de secours fonctionnant en ondes courtes. Par ailleurs, le troisième étage du lanceur embarque une charge de sodium qui est libérée dans la magnétosphère à très haute altitude.

### Instrument scientifique
La charge utile de la sonde comprend plusieurs instruments scientifiques permettant d'étudier la Lune avant l'impact :
- un Magnétomètre tri axial ;
- un détecteur de rayons cosmiques par effet Tcherenkov ;
- un détecteur de micrométéorites utilisant l'effet piezoélectrique ;
- des détecteurs d'ions du vent solaire ;
- des compteurs Geiger (sous-série Ye-1A uniquement)

## Objectif de la mission
Luna 1959A devait se libérer de l'attraction terrestre en atteignant la vitesse de libération de la Terre et donc pouvoir s'écraser sur la Lune. Elle devait être la seconde sonde du programme spatial Luna. La sonde devait rentrer dans la sphère d'influence de la Lune et être le premier objet à rentrer en contact, soit de s'écraser, sur un corps céleste. En effet, la sonde Luna 1 envoyé le 2 janvier 1959 avait également pour objectif de s'écraser sur la surface lunaire mais n'a pas pu, à cause d'une mauvaise trajectoire (passe à 6 000 kilomètres de la Lune).
Les scientifiques soviétiques voulaient avoir plus d'information sur le Champ magnétique de la Lune qui est démontré que la Lune est dépourvue de champs magnétique par la sonde jumelle, Luna 2.
Cette mission avait également un objectif politique, idéologique et militaire puisque devait permettre une démonstration de la supériorité technologique soviétique fasse aux États-Unis dans un contexte de Guerre froide.

## Déroulement de la mission
La sonde décolle le 18 juin 1959 de la piste de Tyuratam du Cosmodrome de Baïkonour en Union des républiques socialistes soviétiques, en actuel Kazakhstan. Le lanceur SL-3/A-1 décolle sans difficulté mais au bout de 152 secondes de vol, le système de guidage de la fusée R-7 est tombé en panne lors des opérations du deuxième étage. Les ingénieurs au sol, décident donc d'autodétruire l'engin spatial.